# Вернон (Алабама)
Вернон (англ. Vernon) — місто (англ. city) в США, в окрузі Ламар штату Алабама. Населення — 1921 особа (2020).

## Географія
Вернон розташований за координатами 33°45′32″ пн. ш. 88°6′52″ зх. д. / 33.75889° пн. ш. 88.11444° зх. д. (33.758859, -88.114379).  За даними Бюро перепису населення США в 2010 році місто мало площу 15,22 км², уся площа — суходіл.

## Демографія
Згідно з переписом 2010 року, у місті мешкало 2000 осіб у 890 домогосподарствах у складі 569 родин. Густота населення становила 131 особа/км².  Було 1033 помешкання (68/км²).
Расовий склад населення:
| - 79,4 % — білих - 18,1 % — чорних або афроамериканців - 0,3 % — корінних американців - 1,2 % — осіб інших рас |

До двох чи більше рас належало 1,2 %. Частка іспаномовних становила 1,7 % від усіх жителів.
За віковим діапазоном населення розподілялося таким чином: 26,3 % — особи молодші 18 років, 57,9 % — особи у віці 18—64 років, 15,8 % — особи у віці 65 років та старші. Медіана віку мешканця становила 38,1 року. На 100 осіб жіночої статі у місті припадало 81,8 чоловіків;  на 100 жінок у віці від 18 років та старших — 77,4 чоловіків також старших 18 років.
Середній дохід на одне домашнє господарство  становив 38 682 долари США (медіана — 30 292), а середній дохід на одну сім'ю — 45 028 доларів (медіана — 35 945). За межею бідності перебувало 31,1 % осіб, у тому числі 42,5 % дітей у віці до 18 років та 20,1 % осіб у віці 65 років та старших.
Цивільне працевлаштоване населення становило 806 осіб. Основні галузі зайнятості: освіта, охорона здоров'я та соціальна допомога — 22,0 %, виробництво — 16,1 %, мистецтво, розваги та відпочинок — 15,3 %.